# Заслужений діяч науки і техніки УРСР
Заслужений діяч науки і техніки УРСР — почесне звання Української РСР, яке існувало під різними назвами з 1934 по 1990 рік.

## Історія
13 січня 1934 року в м. Харкові, що на той час був столицею УРСР, була прийнята спільна Постанова ВУЦВК та Раднаркому УСРР про почесні звання працівникам науки, техніки й мистецтва. Цією Постановою значно розширювалося коло осіб, які могли бути ними нагородженими почесними званнями республіки, додавши до діячів культури (почесні звання Народний артист Української РСР і Заслужений артист Української РСР існували з 1920-х років) працівників сфери науки і техніки. Первісно почесне звання мало назву «Заслужений діяч науки, техніки або мистецтва».
Назва «нагороди Заслужений діяч науки УРСР» була затверджена положенням «Про почесні звання Української РСР», прийнятим Президією ВР УРСР 26 листопада 1944 року. Положення також встановлювало звання «Заслужений діяч науки і техніки УРСР». В 1969 році в постанові Президії ВР УРСР вже значилося лише одне звання «Заслужений діяч науки УРСР».
Указом Президії ВР УРСР від 15 листопада 1988 року «Про внесення змін у систему почесних звань Української РСР» звання «Заслужений діяч науки УРСР» було скасовано і запроваджено звання «Заслужений діяч науки і техніки УРСР».